# Matteus församling, Helsingfors

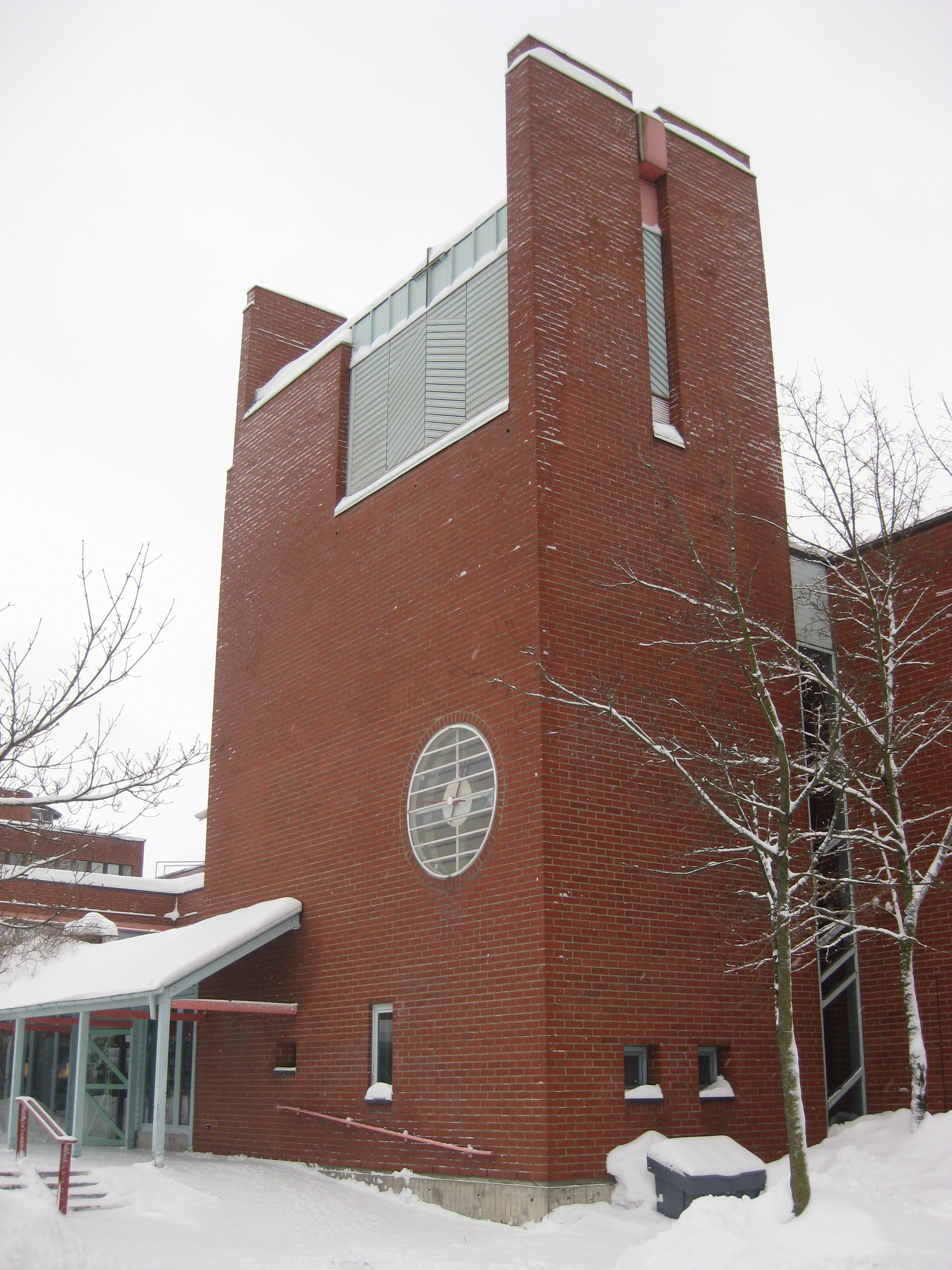
Matteuskyrkan

Matteus församling är en svenskspråkig församling i östra Helsingfors och del i Borgå stift i Evangelisk-lutherska kyrkan i Finland. 
Församlingen grundades år 1961. Då en del av Sibbo blev del av Helsingfors år 2009, gick de svenskspråkiga kyrkomedlemmarna på detta område över från Sibbo svenska församling till Matteus församling.
Församlingens medlemsantal är 5 486 personer (08/2018). Dess huvudkyrka är Matteuskyrkan (1985).
Kyrkoherde är Stefan Forsén, som är tjänstledig 1.11.2018-31.12.2021 för att sköta ett annat uppdrag. Tf. kyrkoherde 1.11-31.12.2018 är Patricia Högnabba och därefter Fred Wilén. Valet av Wilén födde en del kontrovers.

## Kyrkoherdar
- 1961–1966: Erik Hedman
- 1967–1977: Per Wallendorff
- 1977–1979: Eero Sepponen
- 1980–2009: Henrik Andersén
- 2009–2020: Stefan Forsén
- 2020→: Helene Liljeström